# Junto
Junto è il settimo album discografico in studio del gruppo musicale britannico Basement Jaxx, pubblicato nell'agosto 2014.

## Tracce
1. Intro – 1:16
2. Power to the People (feat. Niara) – 5:36
3. Unicorn – 4:10
4. Never Say Never (feat. ETML) – 4:23
5. We Are Not Alone – 3:42
6. What's the News – 4:50
7. Summer Dem (feat. Patricia Panther) – 3:52
8. Buffalo (feat. Mykki Blanco) – 2:27
9. Rock This Road (feat. Shakka) – 3:50
10. Sneakin' Toronto – 4:13
11. Something About You – 3:45
12. Mermaid of Salinas (feat. Nina Miranda) – 5:51
13. Love Is at Your Side – 4:27

## Formazione
- Simon Ratcliffe
- Felix Buxton